# Ogyris catharina
Ogyris catharina är en fjärilsart som beskrevs av Felder 1865. Ogyris catharina ingår i släktet Ogyris och familjen juvelvingar. Inga underarter finns listade i Catalogue of Life.